# WISE J080822.18-644357.3
WISE J080822.18-644357.3 eller J0808, är en ensam stjärna i södra delen av stjärnbilden Kölen. Stjärnan är mycket svag och kräver ett kraftfullt teleskop för att kunna observeras. Baserat på parallaxmätning på ca 9,86 mas, beräknas den befinna sig på ett avstånd på ca 331 ljusår (ca 101 parsek) från solen. Den rör sig bort från solen med en heliocentrisk radialhastighet på 23 km/s.

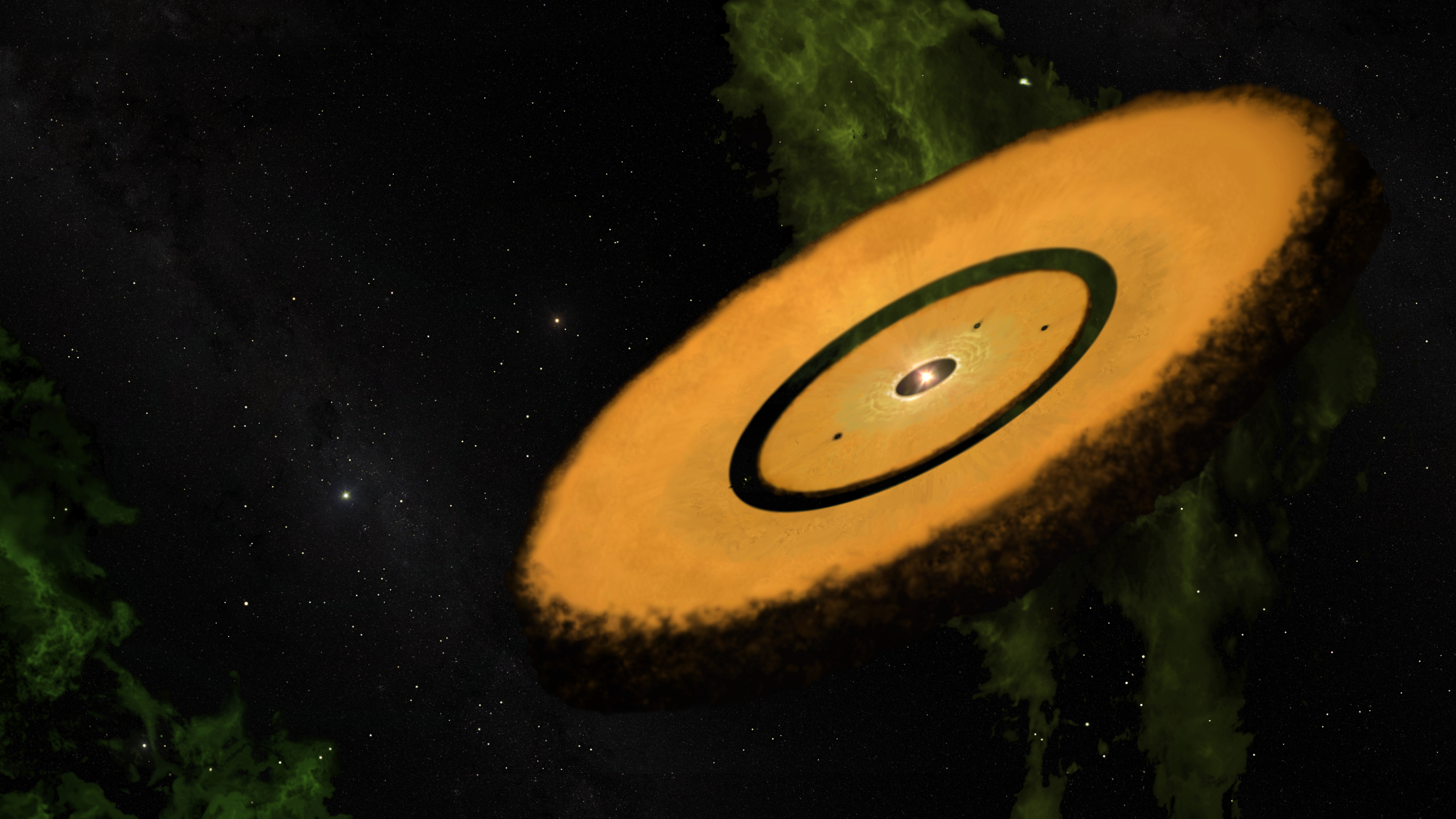
Konstnärens skildring av J080822.18-644357.3. Källa: NASA/Jonathan Holden

Den 21 oktober 2016 meddelade NASA: Goddard Space Flight Center att dess Medborgarforskningsprojekt, Disk Detective, upptäckte en stoftskiva runt J0808, med hjälp av WISE-teleskopet, en röd dvärg med betydande överskott av infraröd strålning på både 12 och 22 μm. Klassad som Peter Pan-skiva nummer AWI0005x3s i projektets databas. En BANYAN II Bayesian analys visade (med 93,9 procent sannolikhet) stjärnans radiella hastighet som 20,6 ± 1,4 km/s, vilket associerade den till Kölens ca 45 miljoner år gamla rörelsegrupp.

## Peter Pan-skivor
Bruna dvärgar och andra stjärnor som liknar J0808 har upptäckts, med tecken på låg ålder men som ändå ingår i en äldre rörelsegrupp. Tillsammans med J0808 kallas dessa äldre lågmasseackretorer i närliggande rörelsegrupper för Peter Pan-skivor.

## Egenskaper
WISE J080822.18-644357.3 är en röd dvärgstjärna i huvudserien av spektralklass M5.5 V. Den har en massa som är ca 0,16 solmassa och en effektiv temperatur av ca 3 000 K.
Eftersom de flesta M-dvärgstoftskivor bleknar på mindre än 30 miljoner år, skulle detta vara den äldsta M-dvärgstoftskivan som upptäckts i en rörelsegrupp, vilket innebär en förändring i förståelsen av begränsningar i utvecklingen av M-dvärgstoftskivor.
En uppföljningsstudie på ett optiskt spektrum erhållet med ANU Siding Spring 2,3-metersteleskop visade en litiumrik M5-stjärna med stark Hα-emission. Data överensstämmer med en låg ackretion på 10−10 solmassa per år. ALMA-observationer visade ingen kolmonoxid, men olösta 1,3 mm stoftutsläpp observerades. Observationer med CTIO visade en stark flare och variationer i Paschen-β- och Brackett-γ-linjer, vilket är ett tydligt tecken på ackretion.
En ljuskurva från CTIO visar variationer, vilket kan vara skivmaterial som blockerar ljus från stjärnan. TESS - ljuskurvan visar aperiodisk doppning på tidsskalor på 0,5–2 dygn.